# Chiesa di Santa Maria del Podio
La chiesa di Santa Maria del Podio  è la parrocchiale di Santo Stefano Roero nella provincia di Cuneo, in Piemonte. Appartiene alla diocesi di Alba, e risale al XIV secolo.